# Vlag van Oudenbosch

Vlag van de gemeente Oudenbosch
(1969-1997)

De vlag van Oudenbosch werd op 22 mei 1969 bij raadsbesluit vastgesteld als de gemeentelijke vlag van de Noord-Brabantse gemeente Oudenbosch. De vlag is in het besluit als volgt beschreven:
Twee evenhoge banen van groen en wit, met, reikende van de bovenzijde tot de benedenzijde, een ruit van het een in het ander, waarop in het midden, ter hoogte van 3/5 van de vlaghoogte, een boom, wederom van het een in het ander.
Niet vermeld is dat de ruit op 1/3 vanaf de broeking is geplaatst.
Het ontwerp en de kleuren van de vlag zijn ontleend aan die van het gemeentewapen. De maliën uit het wapen zijn weergegeven door een ruit, waarin een enkele boom staat, ook uit het wapen.
Op 1 januari 1997 is Oudenbosch opgegaan in de gemeente Halderberge, waarmee de vlag als gemeentevlag kwam te vervallen.

## Verwante afbeelding

Wapen van Oudenbosch

Aalburg 
· Aarle-Rixtel 
· Alphen en Riel 
· Bakel en Milheeze 
· Beek en Donk 
· Beers 
· Berghem 
· Berkel-Enschot 
· Berlicum 
· Bladel en Netersel 
· Borkel en Schaft 
· Boxmeer 
· Budel 
· Chaam 
· Cuijk 
· Cuijk en Sint Agatha 
· Den Dungen 
· Diessen 
· Dinteloord en Prinsenland 
· Drunen 
· Dussen 
· Engelen 
· Erp 
· Esch 
· Escharen 
· Fijnaart en Heijningen 
· Geffen 
· Geldrop 
· Gemert 
· Giessen 
· Ginneken en Bavel 
· Grave 
· 's Gravenmoer 
· Haaren 
· Halsteren 
· Haps 
· Heesch 
· Heeswijk-Dinther 
· Heeze 
· Helvoirt 
· Hoeven 
· Hooge en Lage Mierde 
· Hooge en Lage Zwaluwe 
· Hoogeloon, Hapert en Casteren 
· Huijbergen 
· Klundert 
· Landerd 
· Leende 
· Liempde 
· Lieshout 
· Lith 
· Luyksgestel 
· Maarheeze 
· Maasdonk 
· Made en Drimmelen 
· Megen, Haren en Macharen 
· Mierlo 
· Mill en Sint Hubert 
· Moergestel 
· Nieuw-Ginneken 
· Nieuw-Vossemeer 
· Nistelrode 
· Nuland 
· Oeffelt 
· Oost-, West- en Middelbeers 
· Oploo, Sint Anthonis en Ledeacker 
· Ossendrecht 
· Oud en Nieuw Gastel 
· Oudenbosch 
· Prinsenbeek 
· Putte 
· Raamsdonk 
· Ravenstein 
· Reusel 
· Riethoven 
· Rijsbergen 
· Rijswijk 
· Roosendaal en Nispen 
· Rosmalen 
· Schaijk 
· Schijndel 
· Sint Anthonis 
· Sint-Oedenrode 
· Sprang-Capelle 
· Standdaarbuiten 
· Terheijden 
· Teteringen 
· Uden 
· Udenhout 
· Veghel
· Vessem, Wintelre en Knegsel 
· Vierlingsbeek 
· Vlijmen 
· Wanroij 
· Waspik 
· Werkendam 
· Westerhoven 
· Willemstad 
· Woudrichem 
· Wouw 
· Zeeland 
· Zevenbergen